# الیس، شهرستان استوبین، ایندیانا
الیس (به انگلیسی: Ellis) یک منطقهٔ مسکونی در ایالات متحده آمریکا است که در ایندیانا واقع شده‌است.